# Arturo Umberto Illia
Arturo Umberto Illia (né à Pergamino le 4 août 1900 et mort à Córdoba le 18 janvier 1983) est un médecin et homme politique argentin. Il est président de la Nation argentine entre le 12 octobre 1963 et le 28 juin 1966, démis par le coup d'État militaire qui instaure la dictature de la Révolution argentine.

## Biographie
Arturo Umberto Illia nait le 4 août 1900 à Pergamino, à 90 kilomètres au nord de Junín, dans la province de Buenos Aires. Son père, Martín Illia, est un immigré italien de San Pietro, val Chiavenna dans la region de Lombardie, et sa mère, Emma Francesconi, vient de Gratacazolo, dans la province de Brescia, en Lombardie.
Il réalise ses études secondaires à Buenos Aires, au collège Pie-IX, comme pupille.
En 1918 il commence ses études de médecine à la Faculté de médecine de l'université de Buenos Aires. Cette même année éclate à Córdoba le mouvement étudiant appelé Réforme universitaire, qui prône les principes de l'université gratuite, libre et codirigée, et qui modifie profondément la conception et l'administration de l'éducation supérieure en Argentine et dans une grande partie de l'Amérique latine. Il acquiert son diplôme de médecin en 1927.
En 1928, il offre ses services comme médecin au président de la Nation, Hipólito Yrigoyen. Yrigoyen lui propose de travailler comme médecin ferroviaire dans différentes localités et Arturo Illia décide de s'établir à Cruz del Eje, dans la province de Córdoba. Il y déploie son activité médicale de 1929 à 1963, interrompant sa carrière médicale pendant trois ans (1940-1943) en tant que vice-gouverneur de Córdoba.
Le 15 février 1939 il épouse Silvia Elvira Martorell, dont il a trois enfants : Emma Silvia, Martín Arturo et Leandro Hipólito.
De 1963 à 1966 il est président de la nation, et à la suite du coup d'État militaire du 28 juin 1966, connu sous le nom pompeux de Révolution Argentine, il s'établit à San Isidro, dans la province de Buenos Aires, où il réside en alternance avec des voyages à Córdoba. Il continue une intense activité politique au sein de l'Unión Cívica Radical, jusqu'à son décès, le 18 janvier 1983.

## Son activité politique
Arturo U. Illia s'affilie à l'union civique radicale (Unión Cívica Radical) dès sa majorité en 1918, fortement influencé par l'activité militante radicale de son père et de son frère Italo. La même année il commence ses études universitaires en plein bouillonnement juvénile qui accompagne la "Réforme universitaire".
À partir de 1929, année où il se fixe à Cruz del Eje, il entame une intense activité politique qui alterne avec ses activités professionnelles.
En 1935 il est élu Sénateur provincial pour le département de Cruz del Eje dans les élections tenues le 17 novembre. Au sénat provincial il participe activement à l'approbation de la loi de Réforme Agraire, qui est approuvée par ce dernier, mais est rejetée au Congrès de la Nation. Il préside la commission du budget et impulsa la construction des barrages de Nuevo San Roque, La Viña, Cruz del Eje et Los Alazanes.
Lors des élections de 1940 il est élu vice-gouverneur de la province de Córdoba, accompagnant le gouverneur Santiago del Castillo, charge qu'il assuma jusqu'en juin 1943.
Le 20 avril 1948, il est élu député au Congrès argentin, jusqu'au 30 avril 1952. Il fait partie des commissions des travaux publics et d'hygiène et assistance médicale.

## Président de la Nation argentine

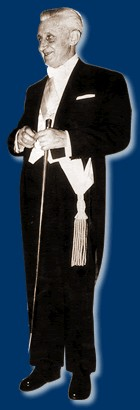
Arturo Illia avec son écharpe présidentielle

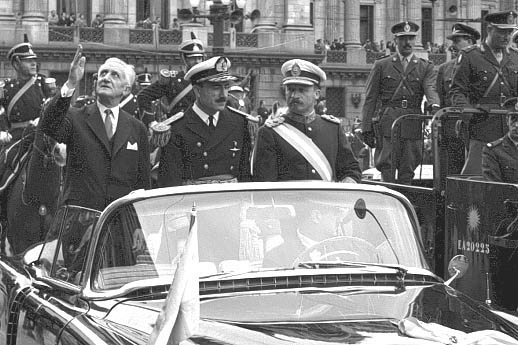
Arturo Umberto Illia investi Président de l'Argentine le 12 octobre 1963. À ses côtés (extrême droite), Juan Carlos Onganía, le général qui devait le destituer trois ans plus tard et diriger la dénommée Révolution argentine.

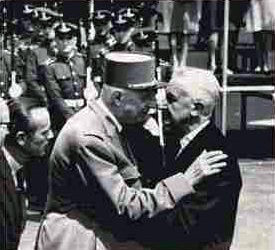
Arturo Illia reçoit le président de la République française, Charles de Gaulle, le 4 octobre 1964

Après la chute de Juan Domingo Perón, le 21 septembre 1955 une longue période d'instabilité suivit de 1955 à 1963, et voit se succéder cinq présidents dont un seul est élu démocratiquement, Arturo Frondizi, déposé par un putsch militaire à son tour.
Président du Sénat, José María Guido, devient président intérimaire et commence un processus de normalisation institutionnelle avec l'organisation d'élections le 7 juillet 1963. Ces élections dûment surveillées par les putschistes donnèrent la victoire à Arturo Illia.
Les résultats furent :
- Unión Cívica Radical del Pueblo (Arturo Illia - Carlos Perette) : 2.440.536 suffrages
- Unión Cívica Radical Intransigente (Oscar Alende - Celestino Gelsi) : 1.592.872 suffrages
- Unión del Pueblo Adelante (général Pedro Eugenio Aramburu - Horacio Thedy) : 726.663 suffrages
- Votes en blanc : 1.694.718

Au sein du collège électoral, la formule d'Arturo Illia obtint 270 votes sur 476 grands électeurs, le 31 juillet 1963.

## Gestion de gouvernement d'Illia
Arturo Illia assume sa charge le 12 octobre 1963. Son premier acte de gouvernement est de légaliser le péronisme, en éliminant les restrictions qui pèse sur lui (prohibitions établies par le décret 4161/56) et en amnistiant l'ensemble des prisonniers politiques, libérant ainsi tous les fondateurs de la Jeunesse péroniste, tandis que le Parti communiste argentin est aussi légalisé.
De même en ce qui concerne les restrictions électorales, le péronisme peut participer aux élections de 1965. Il fait promulguer des pénalités contre la discrimination et la violence raciale.

### Loi du salaire minimum, vital et mobile
En juin 1964 est publiée dans le Boletín Oficial la loi 16.459, sur le salaire minimum, vital et mobile, préalable à la constitution du Conseil du Salaire, comprenant des représentants du gouvernement, du patronat et des syndicats.
Il s'agit d'éviter l'exploitation des travailleurs dans les secteurs à excédent de main d'œuvre, d'assurer un revenu minimum adéquat et d'améliorer les salaires des plus pauvres.
Dans le même esprit, on édicte la loi d'Approvisionnement, destinée à contrôler les prix du panier de la ménagère et à fixer les montants minimaux des retraites et pensions.

### La politique pétrolière
Un de ses prédécesseurs, Arturo Frondizi avait amorcé une politique pétrolière basée sur la concession des gisements à des entreprises privées, et réservant le volet d'exploration et d'achat de la production de ces entreprises privées, à la société d’État YPF ou  Yacimientos Petrolíferos Fiscales. Illia avait dénoncé ce scandale contraire aux intérêts nationaux et promis de changer cette politique. Le 15 novembre 1963, Illia signe les décrets 744/63 et 745/63 qui annulent les contrats de ces sociétés

### L'éducation et la santé
Education
Durant son mandat, l'éducation eut un poids de plus en plus significatif dans le budget national. En 1963, sa part était de 12 %, en 1964, de 17 %, et en 1965, de 23 %.
Le 5 novembre 1964 on mit en route le Plan national d'alphabétisation, avec pour objectif de diminuer le taux d'analphabétisme, qu'à l'époque on estimait à plus de 10 % de la population adulte. En juin 1965 le programme comptait douze mille cinq cents centres d'alphabétisation et atteignait trois cent cinquante mille élèves âgés de dix-huit à quatre-vingt-cinq ans.
Santé - Médicaments
La loi 16.462, sur les médicaments fut votée le 28 août 1964. Elle établissait une politique des prix et de contrôle de ceux-ci, de manière à les modérer et les rendre accessibles au plus grand nombre. Le « médecin de campagne » Arturo Illia y tenait particulièrement, lui qui avait constaté tout au long de sa carrière la détresse des familles ne pouvant payer les produits susceptibles de sauver la santé voire la vie de leurs proches, et qui s'était sacrifié pour les secourir.
Les prix furent gelés au niveau de décembre 1963. La loi fixait des limites pour les dépenses de publicité, imposait aussi des limites aux possibilités d'effectuer des paiements à l'extérieur, qu'il s'agisse de royalties ou d'achat de composants. L'application de la loi suivant le décret 3042/65 fixait en outre l'obligation pour les entreprises de présenter dans une déclaration sur l'honneur, une analyse des coûts et d'afficher tous les contrats de royalties existants.
Les partisans, opposants et observateurs neutres sont d'accord pour dire que cette politique au sujet des médicaments eut un rôle décisif dans la décision de forces obscures de renverser son gouvernement par la violence des militaires.

### Politique économique
En matière économique, le gouvernement d'Arturo Illia eut une politique de mise en ordre du secteur public, de diminution de la dette publique et d'impulsion de l'industrialisation. On créa le Syndicat des entreprises d'État, afin d'effectuer un contrôle plus efficace des entreprises publiques.
Les trois années du mandat d'Illia se soldèrent par un excellent bilan économique :
- Le produit intérieur brut s'accrut de quelque 17,5 % de 1963 à 1965.
- L'évolution de la production industrielle s'éleva à près de 30 %.
- La dette extérieure diminua notablement.
- Le salaire horaire réel, entre décembre 1963 et décembre 1964, augmenta de quelque 9,6 %.
- Quant au taux de chômage, il régressa de 8,8 % en 1963 à 5,2 % en 1966.

## Le coup d’État d’Onganía
En 1965 le gouvernement convoqua des élections législatives qui amenèrent une grosse victoire électorale des péronistes avec 3.278.434 votes contre 2.734.970 pour l'Unión Cívica Radical del Pueblo.
Le triomphe du péronisme créa de sérieux remous au sein des forces armées dont une partie était liée aux péronistes, mais une autre était farouchement opposée à ces derniers.
À cela s'ajouta une intense campagne de dénigrement impulsée par des secteurs économiques au travers de certains médias de la presse.
Ces journalistes traitaient Illia de "la tortuga" (la tortue), critiquant sa gestion comme timorée et incitant les militaires à le démettre. Et cela causa et aggrava la faiblesse politique réelle du gouvernement.
Le général Julio Alsogaray planifia un coup d’État qui devait amener au pouvoir le général Juan Carlos Onganía. L'idée du coup était soutenue par des factions militaires, mais aussi par des secteurs du syndicalisme et même par des politiciens comme Oscar Alende et l'ex-président Arturo Frondizi.
Et ainsi, le 28 juin 1966, se produisit ce coup d'État, dans l'indifférence générale. Le général Alsogaray se présenta à 5 heures au bureau présidentiel de la Casa Rosada et somma Illia de se retirer. Celui-ci refusa, mais quelque temps après, le palais fut envahi par des policiers, et entouré par des troupes armées. Illia dut se retirer et le lendemain Onganía le remplaçait.

## Tentative de bilan
Il a écorné les intérêts des transnationales pétrolières et des poids lourds de l'industrie pharmaceutique, au nom de l'intérêt national. Mais Arturo Illia reste surtout apprécié, comme Raúl Alfonsín dans les années 1980, comme un homme politique et un président exemplaire pour son honnêteté.
Il se pencha sur les souffrances de son peuple comme il se penchait, comme médecin, sur ses malades. Son manque de charisme fit cependant que les Argentins ne le comprirent pas et ne bougèrent pas un doigt pour le défendre. Plus étonnante fut la trahison de Frondizi, mais ce dernier, démocrate à temps partiel, entamait peut-être son virage à 180° qui allait le mener dans le giron des Videla et consorts.
Veuf depuis 1966, il s'éteignit en 1983 à 82 ans, et repose à Buenos Aires, au Cimetière de la Recoleta dans le panthéon des radicaux, non loin de Leandro N. Alem et d'Hipólito Yrigoyen.